# هيغاشيناروسه
هيغاشيناروسه هي قرية تقع في محافظة أكيتا، اليابان. يبلغ عدد سكانها حوالي 2،512 نسمة.